# Dommartin (Rhône)
Dommartin is een gemeente in het Franse departement Rhône (regio Auvergne-Rhône-Alpes). De plaats maakt deel uit van het arrondissement Villefranche-sur-Saône. Dommartin telde op 1 januari 2022 2.607 inwoners.

## Geografie
De oppervlakte van Dommartin bedroeg op 1 januari 2022 7,22 vierkante kilometer; de bevolkingsdichtheid was toen 361,1 inwoners per km².

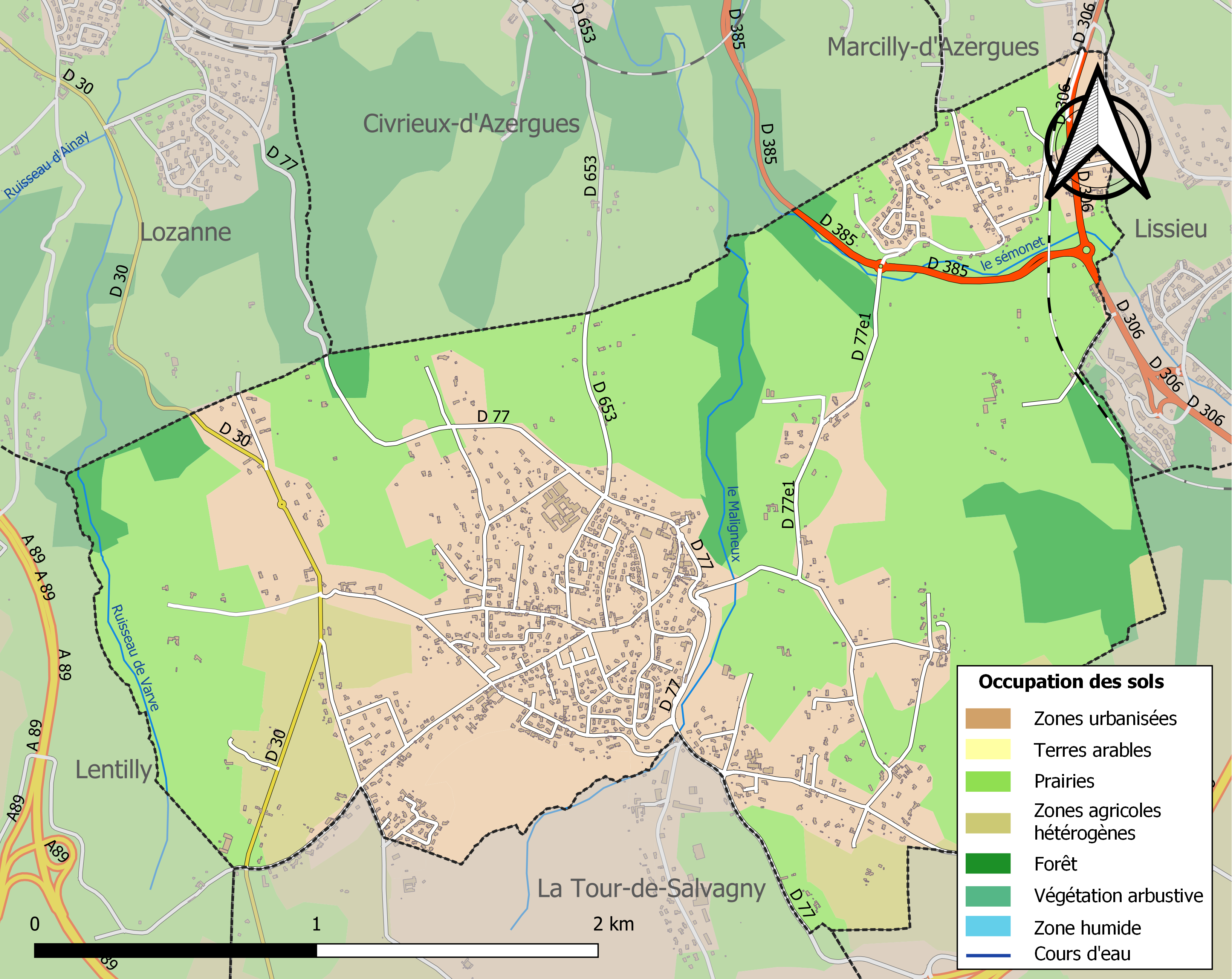
Kaart van de gemeente met de belangrijkste infrastructuur, bodemgebruik en omliggende gemeenten

## Demografie
Onderstaande figuur toont het verloop van het inwonertal (bron: INSEE-tellingen).